# Liste der Kulturdenkmale in Göttwitz
In der Liste der Kulturdenkmale in Göttwitz sind die Kulturdenkmale des Grimmaer Ortsteils Göttwitz verzeichnet, die bis Juli 2024 vom Landesamt für Denkmalpflege Sachsen erfasst wurden (ohne archäologische Kulturdenkmale). Die Anmerkungen sind zu beachten.
Diese Aufzählung ist eine Teilmenge der Liste der Kulturdenkmale in Grimma.

## Göttwitz
| Bild                                    | Bezeichnung                                                                                            | Lage                             | Datierung                                                                                     | Beschreibung | ID       |
| --------------------------------------- | --- | -------------------------------- | --------------------------------------------------------------------------------------------- | --- | -------- |
| Weitere Bilder                          | Markierungsstein                                                                                       | Am Lindigt 2 (vor) (Karte)       | Um 1915                                                                                       | Inschrift, orts- und verkehrsgeschichtlich von Bedeutung. Gestufter Markierungsstein aus Sandstein, Inschrift „Strassen= Und Wasser-Bauamt Leipzig/Döbeln“ Kilometerangabe 16.415 km. | 08974239 |
| Direkt Bild zu diesem Denkmal hochladen | Dreiseithof mit Wohnstallhaus, Seitengebäude und Scheune (dort eine Dreschmaschine)                    | Döberner Berg 4 (Karte)          | Um 1800 (Wohnstallhaus); um 1820 (Seitengebäude); um 1900 (Scheune); um 1920 (Dreschmaschine) | Seitengebäude und Wohnstallhaus Obergeschoss Fachwerk, Scheune massiv, geschlossen erhaltene Hofanlage, orts- und baugeschichtliche Bedeutung. Gebäude zeigen insgesamt hohen Erneuerungsgrad, Objekt vor allem denkmalwürdig wegen Gesamtwirkung als regionaltypische Hofanlage. - Wohnstallhaus: zweigeschossig, Erdgeschoss massiv, verputzt, Obergeschoss-Fachwerk zweiriegelig, Satteldach (zu Wohnzwecken ausgebaut), Giebel massiv, straßenabgewandte Seite mit Balkonausbau - Seitengebäude: zweigeschossig, Erdgeschoss massiv, verputzt, ehemals mit Schweine- und Pferdestall, Obergeschoss-Fachwerk, vollständig erneuert, Satteldach, innere Holzkonstruktion weitgehend erhalten, einfach stehender Dachstuhl mit Kehlbalkenlage - Scheune: massiv in Bruchstein, verputzt, zwei große und ein kleineres Tor, Kartoffelkeller, Dreschmaschine | 09303141 |
| Weitere Bilder                          | Kriegerdenkmal für die Gefallenen des Ersten Weltkrieges                                               | Liptitzer Straße 4 (bei) (Karte) | Um 1920                                                                                       | Von ortshistorischer Bedeutung. Steinblock mit Relief (Eisernes Kreuz) und Inschrift „Unseren lieben Gefallenen 1914–1918“ Namen der Toten „Gewidmet von der Gemeinde Göttwitz-Döbern“, Einfriedung erneuert. | 08974291 |
| Direkt Bild zu diesem Denkmal hochladen | Wohnstallhaus (mit angebautem Backhaus), Scheune, zwei Seitengebäude und Göpelbahn eines Vierseithofes | Liptitzer Straße 6 (Karte)       | Mitte 19. Jahrhundert (Wohnstallhaus); bezeichnet mit 1846 (Inschrifttafel)                   | Wohnstallhaus Putzbau mit Drillingsfenster im Giebel (Palladio-Motiv), die Wirtschaftsbauten massiv, stattliche Hofanlage, Zeugnis bäuerlicher Bau- und Lebensweise Mitte des 19. Jahrhunderts, baugeschichtlich von Bedeutung. - Wohnstallhaus: zweigeschossiger, verputzter Massivbau, Fenstergewände in Sandstein, im Giebel Fenstergewände mit Palladiomotiv, Türgewände mit Verdachung und Schlussstein in Sandstein, im Inneren gewölbt, Krüppelwalmdach - Seitengebäude: zweigeschossiger, verputzter Massivbau, Fenster- und Türgewände in Sandstein, im Inneren gewölbt, Krüppelwalmdach - Scheune, bezeichnet mit 1846 (Inschrifttafel an Scheune): Satteldach, originale Tore und Türen | 08974293 |
| Direkt Bild zu diesem Denkmal hochladen | Wohnstallhaus eines Vierseithofes                                                                      | Liptitzer Straße 10 (Karte)      | Bezeichnet mit 1847                                                                           | Stattlicher Putzbau mit Drillingsfenster im Giebel (Palladio-Motiv), Zeugnis der bäuerlichen Entwicklung im Ort, baugeschichtlich von Bedeutung. Zweigeschossiger, verputzter Massivbau, Fenster- und Türgewände in Sandstein (Sandstein oder Porphyrtuff), im Giebel Palladiomotiv, Türgewände mit Schlussstein und Inschrift „1847“, Krüppelwalmdach, Putztraufe. | 08974397 |

## Ehemaliges Denkmal
| Bild                                    | Bezeichnung                                  | Lage                       | Datierung                 | Beschreibung | ID       |
| --------------------------------------- | -------------------------------------------- | -------------------------- | ------------------------- | --- | -------- |
| Direkt Bild zu diesem Denkmal hochladen | Seitengebäude eines ehemaligen Vierseithofes | Liptitzer Straße 5 (Karte) | 1. Hälfte 19. Jahrhundert | Obergeschoss Fachwerk, Zeugnis der bäuerlichen Bau- und Lebensweise des 19. Jahrhunderts, baugeschichtlich von Bedeutung. Zweigeschossig, Erdgeschoss massiv, Obergeschoss Fachwerk, Krüppelwalmdach. Zwischen 2017 und 2024 aus der Denkmalliste gestrichen. | 08974292 |

## Tabellenlegende
- Bild: Bild des Kulturdenkmals, ggf. zusätzlich mit einem Link zu weiteren Fotos des Kulturdenkmals im Medienarchiv Wikimedia Commons. Wenn man auf das Kamerasymbol klickt, können Fotos zu Kulturdenkmalen aus dieser Liste hochgeladen werden:
- Bezeichnung: Denkmalgeschützte Objekte und ggf. Bauwerksname des Kulturdenkmals
- Lage: Straßenname und Hausnummer oder Flurstücknummer des Kulturdenkmals. Die Grundsortierung der Liste erfolgt nach dieser Adresse. Der Link (Karte) führt zu verschiedenen Kartendiensten mit der Position des Kulturdenkmals. Fehlt dieser Link, wurden die Koordinaten noch nicht eingetragen. Sind diese bekannt, können sie über ein Tool mit einer Kartenansicht einfach nachgetragen werden. In dieser Kartenansicht sind Kulturdenkmale ohne Koordinaten mit einem roten bzw. orangen Marker dargestellt und können durch Verschieben auf die richtige Position in der Karte mit Koordinaten versehen werden. Kulturdenkmale ohne Bild sind an einem blauen bzw. roten Marker erkennbar.
- Datierung: Baubeginn, Fertigstellung, Datum der Erstnennung oder grobe zeitliche Einordnung entsprechend des Eintrags in der sächsischen Denkmaldatenbank
- Beschreibung: Kurzcharakteristik des Kulturdenkmals entsprechend des Eintrags in der sächsischen Denkmaldatenbank, ggf. ergänzt durch die dort nur selten veröffentlichten Erfassungstexte oder zusätzliche Informationen
- ID: Vom Landesamt für Denkmalpflege Sachsen vergebene, das Kulturdenkmal eindeutig identifizierende Objekt-Nummer. Der Link führt zum PDF-Denkmaldokument des Landesamtes für Denkmalpflege Sachsen. Bei ehemaligen Kulturdenkmalen können die Objektnummern unbekannt sein und deshalb fehlen bzw. die Links von aus der Datenbank entfernten Objektnummern ins Leere führen. Ein ggf. vorhandenes Icon  führt zu den Angaben des Kulturdenkmals bei Wikidata.